# Länderübersicht Steckertypen, Netzspannungen und -frequenzen

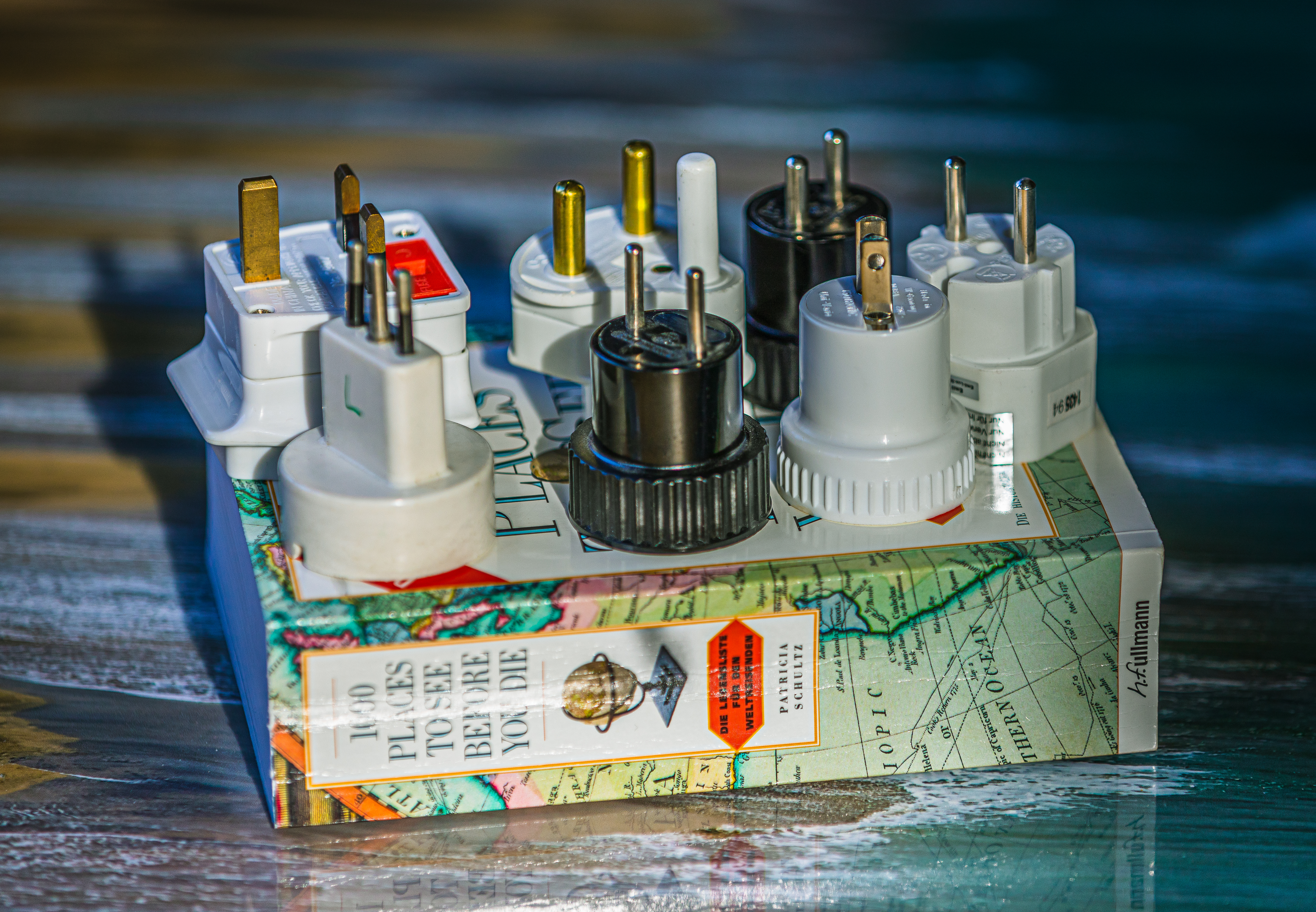
Adaptersammlung

Dies ist eine Länderübersicht der Netzsteckertypen, Netzspannungen und -frequenzen, die für den Anschluss in der untersten Ebene der Niederspannungsnetze (umgangssprachlich auch Lichtnetz) von Elektrogeräten und Leuchten verwendet werden. In allen Ländern wird Wechselstrom zur Stromversorgung eingesetzt.

## Netzstecker Typen mit Länderübersicht

Stecker (siehe Liste)

### Netzstecker Typen
Die verwendeten Buchstaben entsprechen nicht einer Normungsbezeichnung. Die unten aufgeführten Typen A–L wurden in einer Veröffentlichung des US-Handelsministeriums 1998 willkürlich vergeben und werden seitdem weltweit bei Vergleichen genutzt, so auch von der IEC, welche die Auflistung noch um die Typen M und N ergänzte.
| Netzstecker Typen                    | Technische Daten                       | Abbildungen                     |
| ------------------------------------ | -------------------------------------- | ------------------------------- |
| Stecker-Typ A                        | NEMA 1-15, 2-polig                     | Type A                          |
| Stecker-Typ B                        | NEMA 5-15, 3-polig                     | Typ B                           |
| Stecker-Typ C                        | CEE 7/16 „Eurostecker“                 | Typ C                           |
| Stecker-Typ C                        | CEE 7/17 „Konturenstecker“             | Typ C                           |
| Stecker-Typ D                        | (BS 546, 5 A)                          | Typ D                           |
| Stecker-Typ E                        | (CEE 7/5)                              | Typ E                           |
| Stecker-Typ F                        | (CEE 7/4) „Schukostecker“              | Typ F                           |
| Stecker-Typ E+F                      | (CEE 7/7)                              | Typ E+F                         |
| Stecker-Typ G „Commonwealth-Stecker“ | (BS 1363)                              | Typ G                           |
| Stecker-Typ H                        | (SI-32)                                | Typ H                           |
| Stecker-Typ I                        | (AS 3112)                              | Typ I                           |
| Stecker-Typ J                        | (SN 441011)                            | Typ 3                           |
| Stecker-Typ K                        | (DS 60884-2-D1)                        | Typ K                           |
| Stecker-Typ L                        | (CEI 23-50)                            | Typ L                           |
| Stecker-Typ M                        | (BS 546, 15 A)                         | Typ M                           |
| Stecker-Typ N                        | (IEC 60906-1)                          | Typ N                           |
| Stecker-Typ O                        | TIS 166-2549                           | Typ O                           |
| IEC 60320 C13/14                     | Kaltgerätestecker bis 10 Ampere        | Typ Kaltgerätestecker           |
| IEC 60320 C19                        | Kaltgerätestecker bis 16 A             | Typ Kaltgerätestecker           |
| Sowjetischer Stecker (1987)          | für Schuko-Dosen angepasst, Oberseite  | Typ sowjetischer Stecker (1987) |
| Sowjetischer Stecker (1987)          | für Schuko-Dosen angepasst, Unterseite | Typ sowjetischer Stecker (1987) |

### Länderübersicht
Die meisten Einträge in der nachfolgenden Liste betreffen unabhängige Staaten. Es gibt jedoch einige Gebiete, in denen die Dinge anders gehandhabt werden, so zum Beispiel in Hongkong, welche separat aufgeführt sind.

#### Verteilsystem
Es kennzeichnet die Option, durch unterschiedliche Verschaltungen verschieden hohe Spannungen anbieten zu können. Dabei wird meistens unter dem niedrigen Wert die für Kleinverbraucher übliche Netzspannung verstanden.
In der Tabelle bedeuten dabei die Abkürzungen:
Y = Dreiphasensystem (3 Phasen, 3 Außenleiter, 1 Neutralleiter, 1 Schutzleiter)Eine Netzspannungsangabe wie beispielsweise 230 V ist die einphasige Spannung zwischen einem Außenleiter und dem Sternpunkt für Verbraucher kleinerer Leistung. Für Drehstromgeräte beträgt die Spannung zwischen den Außenleitern das {\displaystyle {\sqrt {3}}} ≈ 1,73-fache. Zum Beispiel {\displaystyle 230\,{\text{V}}\cdot {\sqrt {3}}\approx 400\,{\text{V}}} (früher bei Nennspannung von 220 V waren es nominal 380 V). Neben dem 230/400-V-Drehstromnetz gibt es vereinzelt auch noch ein 133/230-V-Drehstromnetz. Dabei wird die Steckdose zwischen zwei Phasen angeschlossen und hat 230 V. Ein Neutralleiter wird nicht verwendet. Zum Neutralleiter würde sich eine Spannung von 133 V ergeben. Die Phasen sind im Drehstromnetz immer um 120° verschoben.
B = Einphasen-Dreileitersystem (2 Phasen, 2 Außenleiter, 1 Neutralleiter, 1 Schutzleiter)Eine Netzspannungsangabe wie 120 V bedeutet eine einphasige Spannung für Verbraucher kleinerer Leistung. Für größere Verbraucher beträgt die ebenfalls einphasige Spannung das Doppelte. Zum Beispiel 120 V · 2 = 240 V. Die Phasenverschiebung beträgt 180°, also gegenphasig.
M = Einphasensystem (1 Phase, 1 Außenleiter, 1 Neutralleiter, 1 Schutzleiter)Bei diesem Verteilungssystem existiert nur eine Netzspannung.
Für die Nutzung einphasiger Kleingeräte (wie z. B. meist im touristischen Umfeld) ist diese Spalte rein informativ.
| Land                                       | Stecker und Steckdosen                                                        | V a1          | Hz a2  | Verteilsystem | Erläuterung |
| ------------------------------------------ | ----------------------------------------------------------------------------- | ------------- | ------ | --- | --- |
| Afghanistan                                | C, F                                                                          | 220           | 50     | Y | Die Netzspannung variiert von 160 bis 280 V. |
| Ägypten                                    | C, F                                                                          | 220           | 50     | | |
| Albanien                                   | C, F                                                                          | 230           | 50     | Y | |
| Algerien                                   | C, F                                                                          | 230           | 50     | Y | |
| Andorra                                    | C, F                                                                          | 230           | 50     | B | Anschlüsse für Leuchten und Haushaltssteckdosen haben zwei Außenleiter und keinen Neutralleiter. Die Spannung zwischen den Außenleitern beträgt 230 V. |
| Angola                                     | C                                                                             | 220           | 50     | Y | |
| Anguilla                                   | A (teils auch B)                                                              | 110           | 60     | | |
| Antigua und Barbuda                        | A, B                                                                          | 230           | 60     | | Es wird berichtet, dass die Netzspannung im Flughafen 110 V betrage. |
| Äquatorialguinea                           | C, E                                                                          | 220           | 50     | | |
| Argentinien                                | I                                                                             | 220           | 50     | Y | Außenleiter (Phase) und Neutralleiter sind im Vergleich zu anderen Ländern umgekehrt angeschlossen. |
| Armenien                                   | C, F                                                                          | 230           | 50     | Y | |
| Aserbaidschan                              | C                                                                             | 220           | 50     | Y | |
| Äthiopien                                  | C, D, F, J, L                                                                 | 220           | 50     | | |
| Australien                                 | I                                                                             | 230           | 50     | B | |
| Azoren                                     | B, C, F                                                                       | 220           | 50     | Y | |
| Bahamas                                    | A, B                                                                          | 120           | 60     | Y | |
| Bahrain                                    | G                                                                             | 230           | 50     | Y | Awali 110 V, 60 Hz |
| Balearische Inseln                         | C, F                                                                          | 220           | 50     | | |
| Bangladesch                                | A, C, D, G, K                                                                 | 220           | 50     | Y | |
| Barbados                                   | A, B                                                                          | 115           | 50     | Y (115/200) B (115/230)                                                                                                   | |
| Belarus                                    | C, F                                                                          | 220           | 50     | Y | |
| Belgien                                    | E                                                                             | 230           | 50     | Y (133/230) | In großen Teilen Belgiens werden Häuser aus einem 230-V-Drehstromnetz ohne Neutralleiter versorgt. An Haushaltssteckdosen sind zwei Außenleiter angeschlossen, die Spannung zwischen den Außenleitern beträgt 230 V, die Spannung zwischen jedem Außenleiter und Erde beträgt ca. 133 V (230 V / {\displaystyle {\sqrt {3}}}). Auch ein zweiphasiger Anschluss ohne Neutralleiter mit 230 V zwischen den Leitern ist üblich. Für Steckdosen ist gesetzlich Typ E (penaarde) vorgeschrieben. |
| Belize                                     | B, G                                                                          | 110, 220      | 60     | B (110/220) B (220/440)                                                                                                   | |
| Benin                                      | E                                                                             | 220           | 50     | Y | |
| Bermuda                                    | A, B                                                                          | 120           | 60     | Y, B | |
| Bhutan                                     | D, F, G, M                                                                    | 230           | 50     | Y | |
| Bolivien                                   | A, C                                                                          | 220 0– 230    | 50     | Y | La Paz & Viacha 115 V. La Paz auch 230 V, teilweise sind im selben Raum beide Netze vorhanden. |
| Bosnien und Herzegowina                    | C, F                                                                          | 220           | 50     | Y | |
| Botswana                                   | D, G, M                                                                       | 230           | 50     | Y | |
| Brasilien                                  | vereinzelt in alten Installationen: A, B, C, N (NBR 14136)                    | 110, 127, 220 | 60     | B (110/220) Y (127/220) Y (220/380)                                                                                       | Die große Mehrzahl der Steckdosen entspricht der brasilianischen Norm NBR 14136, in diese passt auch der Eurostecker. Vereinzelt gibt es noch alte, nicht umgerüstete Steckdosen, die so ausgeführt sind, dass sowohl Typ A als auch Typ C eingesteckt werden können. Nebeneinanderverkabelung beider Netzspannungen ist nicht unüblich, Stromverbraucher mit stärkerem Leistungsbedarf wie Waschmaschinen werden eher an 220 V angeschlossen – dies auch in Gebieten, in denen 110 V vorherrscht. Zu beachten ist, dass in Abhängigkeit von der Region die genaue Netzspannung auch 110 V, 115 V, 127 V, 130 V, 220 V oder 240 V betragen kann. |
| Brunei                                     | G                                                                             | 240           | 50     | Y | |
| Bulgarien                                  | C, F                                                                          | 230           | 50     | Y | |
| Burkina Faso                               | C, E                                                                          | 220           | 50     | Y | |
| Burundi                                    | C, E                                                                          | 220           | 50     | Y | |
| Cayman Islands                             | A, B                                                                          | 120           | 60     | | |
| Chile                                      | C, L                                                                          | 220           | 50     | Y | |
| Volksrepublik China                        | A, C, inoffiziell auch G, I                                                   | 220           | 50     | Y | Der Gebrauch von Typ G ist wahrscheinlich durch Hongkong beeinflusst. In Neubauten sind Kombinationssteckdosen aus A, C und I üblich (in einer Installation). Mehrfachverlängerungssteckdosen, die Typ A, C, G und I aufnehmen, sind üblich. |
| Cookinseln                                 | I                                                                             | 240           | 50     | | |
| Costa Rica                                 | A, B                                                                          | 120           | 60     | B | |
| Côte d’Ivoire                              | C, E                                                                          | 230           | 50     | | |
| Dänemark                                   | C, E, K                                                                       | 230           | 50     | Y | in Steckdosen des Typ K passen auch Stecker der Typen C, E, F, jedoch wird die Schutzerde nicht verbunden. Neue Installationen sollen deshalb den Typ E verwenden |
| Deutschland                                | C, F                                                                          | 230           | 50     | Y | Typ F („Schuko“, kurz für „Schutzkontakt“) ist der Standard. Typ C (Eurostecker) ist üblich für Geräte mit Schutzisolierung und geringem Stromverbrauch. Steckdosen vom Typ C sind seltener, sie existieren in platzsparenden Mehrfachsteckdosen und in älteren Installationen. Vor allem in den neuen Bundesländern finden sich in Altinstallationen Steckdosen mit der Schutzart „klassische Nullung“, der Neutralleiter dient hier gleichzeitig als Schutzleiter. In Deutschland erhältliche Stecker (an Geräten) mit Schutzleiter sind im Regelfall vom Typ E+F. In Teilen des Bundeslandes Berlin gibt es noch Netzgebiete mit 3×230 V, wo einphasige Verbraucher für 230 V zwischen zwei Außenleitern angeschlossen werden. In Hotels sind zudem galvanisch getrennte Rasiersteckdosen verbreitet, die zusätzlich britische und amerikanische Stecker aufnehmen können. |
| Dominica                                   | D, G                                                                          | 230           | 50     | Y | |
| Dominikanische Republik                    | A, B                                                                          | 110           | 60     | B | 240 V für Klimaanlagen oder elektrische Wäschetrockner, Stecker ähnlich Typ I |
| Dschibuti                                  | C, E                                                                          | 220           | 50     | | |
| Ecuador                                    | A, B                                                                          | 120 0– 127    | 60     | Y, B | |
| El Salvador                                | A, B                                                                          | 115           | 60     | B | |
| Eritrea                                    | C, L                                                                          | 230           | 50     | Y | |
| Estland                                    | C, F                                                                          | 230           | 50     | Y | |
| Eswatini                                   | M                                                                             | 230           | 50     | Y | |
| Falklandinseln                             | G                                                                             | 240           | 50     | | |
| Färöer                                     | C, K                                                                          | 220           | 50     | | |
| Fidschi                                    | I                                                                             | 240           | 50     | Y | |
| Finnland                                   | C, F                                                                          | 230           | 50     | Y | Bei älteren Installationen sind oft noch Typ-C-Steckdosen (rund ohne Schutzkontakt) anzutreffen |
| Frankreich                                 | C, E                                                                          | 230           | 50     | Y | sog. 2P+T = deux pôles plus terre/zwei Pole und Schutzleiter |
| Französisch-Guayana                        | C, D, E                                                                       | 220           | 50     | Y | |
| Französisch-Polynesien                     | A, B, E                                                                       | 220           | 60, 50 | Y | |
| Gabun                                      | C                                                                             | 220           | 50     | Y | |
| Gambia                                     | G                                                                             | 230           | 50     | Y | |
| Gazastreifen                               | H                                                                             | 230           | 50     | Y | |
| Georgien                                   | C, F                                                                          | 220           | 50     | Y | |
| Ghana                                      | D, G                                                                          | 230           | 50     | Y | |
| Gibraltar                                  | C, G                                                                          | 240           | 50     | Y | |
| Grenada                                    | G                                                                             | 230           | 50     | Y | |
| Griechenland                               | C, F                                                                          | 230           | 50     | Y | In Altbauten gibt es zusätzlich auch die alte italienische L-Steckdose, diese wird zunehmend durch die deutsche Schukosteckdose F ersetzt. |
| Grönland                                   | C, F, K                                                                       | 220           | 50     | Y | Heutzutage werden nur noch Schuko-Steckdosen in elektrische Hausinstallationen eingebaut. In manchen Altbauten jedoch gibt es vereinzelt Steckdosen des Typs E (2 Phasen und Nullung) |
| Guadeloupe                                 | C, D, E                                                                       | 230           | 50     | Y | |
| Guam                                       | A, B                                                                          | 110           | 60     | Y, B | |
| Guatemala                                  | A, B                                                                          | 120           | 60     | B | |
| Guinea                                     | C, F, K                                                                       | 220           | 50     | Y | |
| Guinea-Bissau                              | C                                                                             | 220           | 50     | Y | |
| Guyana                                     | A, B, D, G                                                                    | 240           | 50, 60 | B | |
| Haiti                                      | A, B                                                                          | 110           | 60     | B | |
| Honduras                                   | A, B                                                                          | 110           | 60     | B | |
| Hongkong                                   | G, während D & M in alten Installationen verwendet werden                     | 220           | 50     | Y | Basiert vor allem auf dem britischen System. Teils Rasiersteckdose (siehe Vereinigtes Königreich), jedoch nicht sehr üblich. |
| Indien                                     | C, D, M                                                                       | 230           | 50     | Y | Teilweise auch Gleichstromnetze verbreitet. |
| Indonesien                                 | C, F, G                                                                       | 127, 230      | 50     | Y | G-Steckdosen sind nur noch in Altinstallationen zu finden, Neuinstallationen haben die deutsche Schukosteckdose F. |
| Isle of Man                                | C, G                                                                          | 240           | 50     | | |
| Irak                                       | C, D, G                                                                       | 230           | 50     | Y | |
| Iran                                       | C                                                                             | 230           | 50     | Y | |
| Irland                                     | G (D und M manchmal in alten Installationen, wie im Vereinigten Königreich)   | 230           | 50     | Y | teilweise Rasiersteckdose (siehe Vereinigtes Königreich) |
| Island                                     | C, F                                                                          | 230           | 50     | Y | In Altinstallationen sind teilweise noch Steckdosen der italienischen Firma Bticino vom Typ „Magic“ zu finden. |
| Israel                                     | C, H                                                                          | 230           | 50     | Y | |
| Italien San Marino Vatikanstadt            | C, L, (E, F)                                                                  | 230           | 50     | Y | Die italienische L-Steckdose ist in älteren Gebäuden in zwei Varianten vorhanden: der größeren 16-Ampere-Steckdose mit weiterem Abstand der Kontakte und größerem Kontaktdurchmesser (kompatibel nur mit 16A-L-Stecker) und der kleineren 10-Ampere-Variante, die sowohl geerdete 10A-L-Stecker als auch Eurostecker C aufnimmt. In Neubauten ist eine Kombisteckdose für 16A- und 10A-L-Stecker üblich und erlaubt auf dem Platz einer italienischen Standard-Unterputzdose drei Steckplätze (oder einen Lichtschalter und zwei Steckplätze) bzw. auf demselben Platz einer Schukosteckdose zwei L-Steckdosen. Eine Variante, die sowohl 16A- als auch 10A-L-Stecker (Mittel-Pin Erde) und Eurostecker oder alternativ Schukostecker (und seltener auch französische E) aufnehmen kann, wird in Neuinstallationen gegen Aufpreis verwendet. Reine Schukosteckdosen (CEE 7/7) sind nicht erhältlich, da mit den meisten geerdeten italienischen Haushaltsgeräten nicht kompatibel. Fast verschwunden ist BTicino „Magic“ aufgrund der Inkompatibilität mit allen anderen Steckern. |
| Jamaika                                    | A, B                                                                          | 110           | 50     | | |
| Japan                                      | A, B                                                                          | 100           | 50, 60 | Y, B | Ostjapan 50 Hz (Tokio, Kawasaki, Sapporo, Yokohama, Tōhoku, Hokkaido und Sendai); Westjapan 60 Hz (Osaka, Kyōto, Nagoya, Hiroshima). B-Steckdosen mit Schutzkontakt sind unüblich, A-Steckdosen sind deutlich weiter verbreitet. Teilweise ist eine Schraubklemme zur Verbindung des Schutzleiters vorhanden. |
| Jemen                                      | A, D, G                                                                       | 230           | 50     | | |
| Jordanien                                  | B, C, D, F, G, J                                                              | 230           | 50     | | |
| Amerikanische und Britische Jungferninseln | A, B                                                                          | 110           | 60     | | |
| Kambodscha                                 | A, C, G                                                                       | 230           | 50     | Y | |
| Kamerun                                    | C, E                                                                          | 220           | 50     | Y | |
| Kanada                                     | A, B                                                                          | 120           | 60     | B | |
| Guernsey Jersey                            | C, G                                                                          | 230           | 50     | | |
| Kanarische Inseln                          | C, E, L                                                                       | 220           | 50     | | |
| Kap Verde                                  | C, F                                                                          | 220           | 50     | Y | |
| Kasachstan                                 | C                                                                             | 220           | 50     | Y | |
| Katar                                      | D, G                                                                          | 240           | 50     | | |
| Kenia                                      | G                                                                             | 240           | 50     | Y | |
| Kirgisistan                                | C                                                                             | 220           | 50     | | |
| Kiribati                                   | I                                                                             | 240           | 50     | | |
| Kolumbien                                  | A, B                                                                          | 110           | 60     | Y, B | |
| Komoren                                    | C, E                                                                          | 220           | 50     | Y | |
| Demokratische Republik Kongo               | C, D                                                                          | 220           | 50     | Y | |
| Republik Kongo                             | C, E                                                                          | 230           | 50     | Y | |
| Kosovo                                     | C, F                                                                          | 230           | 50     | | |
| Kroatien                                   | C, F                                                                          | 230           | 50     | Y | |
| Kuba                                       | A, B, C, L                                                                    | 110           | 60     | B | In vielen Bereichen (z. B. Krankenhäuser, Touristen-Hotels) wird auch 220 V verwendet |
| Kuwait                                     | C, G                                                                          | 240           | 50     | Y | |
| Laos                                       | A, B, C, E, F                                                                 | 230           | 50     | Y | |
| Lesotho                                    | M                                                                             | 220           | 50     | Y | |
| Lettland                                   | C, F                                                                          | 220           | 50     | Y | |
| Libanon                                    | A, B, C, D, G                                                                 | 110, 200      | 50     | Y | |
| Liberia                                    | A, B, C, F                                                                    | 120, 240      | 60, 50 | Y, B | Früher 60 Hz, jetzt vermehrt 50 Hz. Viele private Kraftwerke liefern immer noch 60 Hz. Typ A und B werden für 110 V genutzt; C und F für 240 V. Es wird sehr empfohlen, die Netzspannung mit einem Testgerät zu überprüfen, egal wie die Steckdose aussieht. (Mit Stand 2005 gab es keinen zentralen Stromversorger in Liberia. Elektrizität wurde privat erzeugt.) |
| Libyen                                     | D                                                                             | 127           | 50     | Y | Barce, Benghasi, Derna, Sebha & Tobruk 230 V. Wird auf 230 V standardisiert. |
| Liechtenstein                              | C, J                                                                          | 230           | 50     | Y | Hauptartikel → SN 441011 Typ C nur in der Ausführung Eurostecker. |
| Litauen                                    | C, F                                                                          | 230           | 50     | Y | |
| Luxemburg                                  | C, F                                                                          | 230           | 50     | Y | |
| Macau                                      | D, eine geringe Anzahl von F, G, M                                            | 220           | 50     | Y | Keine offiziellen Standards. Auf dem Macau-HK-Fährpier, der von der portugiesischen Regierung vor der Übergabe gebaut wurde, war der Standard jedoch E+F. Nach der Übergabe an China führte Macau Typ G in Regierungs- und Privatgebäuden ein. |
| Madagaskar                                 | C, D, E, J, K                                                                 | 127, 220      | 50     | Y | |
| Madeira                                    | C, F                                                                          | 220           | 50     | Y, B | |
| Malawi                                     | G                                                                             | 230           | 50     | Y | |
| Malaysia                                   | G                                                                             | 240           | 50     | Y | Penang 230 V |
| Malediven                                  | A, D, G, J, K, L                                                              | 230           | 50     | Y | |
| Mali                                       | C, E                                                                          | 220           | 50     | Y | |
| Malta                                      | G                                                                             | 230           | 50     | Y | In Hotels ist häufig zusätzlich mindestens eine Schuko- (Typ F) oder Universal-Steckdose vorhanden. |
| Marokko                                    | C, E                                                                          | 220           | 50     | Y | |
| Martinique                                 | C, D, E                                                                       | 220           | 50     | Y | |
| Mauretanien                                | C                                                                             | 220           | 50     | | |
| Mauritius                                  | C, G                                                                          | 230           | 50     | Y | |
| Mexiko                                     | A, B                                                                          | 127           | 60     | Y | Typ B wird vermehrt üblich. Die Netzspannung kann, abhängig vom lokalen Umspannwerk, von 110 V bis 135 V variieren. Ein Einphasen-Dreileiternetz (oft inkorrekt als Zweiphasenstrom bezeichnet) ist allgemein üblich. Die örtlichen Elektriker installieren gerne beide Spannungen mit einer Typ-A-Steckdose, um 240 V für Klimaanlagen oder Waschmaschinen und Trockner bereitzustellen. Achtung, in der Regel kein entsprechender Warnhinweis! |
| Föderierte Staaten von Mikronesien         | A, B                                                                          | 120           | 60     | | |
| Moldau                                     | C, F                                                                          | 220           | 50     | Y | |
| Monaco                                     | C, D, E, F                                                                    | 127, 220      | 50     | Y | |
| Mongolei                                   | C, E                                                                          | 230           | 50     | Y | |
| Montenegro                                 | C, F                                                                          | 220           | 50     | Y | |
| Montserrat                                 | A, B                                                                          | 230           | 60     | Y | |
| Mosambik                                   | C, F, M                                                                       | 220           | 50     | Y | Typ M findet sich vor allem nahe der Grenze zu Südafrika, einschließlich der Hauptstadt Maputo. |
| Myanmar (Birma)                            | C, D, F, G                                                                    | 230           | 50     | | Typ G findet sich vor allem in besseren Hotels. Große Hotelketten sollen auch für verschiedene Steckertypen geeignete Steckdosen haben. |
| Namibia                                    | D, M, (C, F)                                                                  | 220           | 50     | Y | Typ C und F findet sich vor allem in touristischen Einrichtungen, u. a. Hotels |
| Nauru                                      | I                                                                             | 240           | 50     | Y | |
| Nepal                                      | C, D, M                                                                       | 230           | 50     | Y | |
| Neukaledonien                              | E                                                                             | 220           | 50     | Y | |
| Neuseeland                                 | I                                                                             | 230           | 50     | Y | Mit Schalter: jede Steckdose einzeln vom Netz trennbar |
| Nicaragua                                  | A, B                                                                          | 120           | 60     | B | |
| Niederlande                                | C, F                                                                          | 230           | 50     | Y | Typ F ist der vorgeschriebene Standard. Steckdosen vom Typ C sind noch sehr häufig in Wohnhäusern anzutreffen, da Typ F bis 1997 nur in Küche, Bad und Außenbereich erforderlich war. Wohnhäuser wurden für lange Zeit einphasig angeschlossen, mittlerweile wird ein Drehstromanschluss aber auch für Wohnhäuser immer üblicher. |
| Aruba Bonaire Curaçao                      | A, B, F                                                                       | 127, 220      | 50     | Y, B | Lago Colony (Aruba): 115 V |
| São Tomé und Príncipe                      | C, F                                                                          | 220           | 50     | Y | |
| Sint Maarten                               | A, B                                                                          | 120           | 60     | | |
| Saba Sint Eustatius                        | A, vielleicht auch B                                                          | 110           | 60     | | |
| Niger                                      | A, B, C, D, E, F                                                              | 220           | 50     | Y | |
| Nigeria                                    | D, G                                                                          | 240           | 50     | Y | |
| Nordkorea                                  | C                                                                             | 220           | 50, 60 | | |
| Nordmazedonien                             | C, F                                                                          | 220           | 50     | | |
| Norwegen                                   | C, F                                                                          | 230           | 50     | Y | |
| Okinawa                                    | A, B, I                                                                       | 100           | 60     | B | Militärische Einrichtungen 120 V |
| Oman                                       | C, G                                                                          | 240           | 50     | Y | andere Netzspannungen häufig |
| Österreich                                 | C, F                                                                          | 230           | 50     | Y | Typ F („Schuko“, kurz für „Schutzkontakt“) ist der Standard. Typ C (Eurostecker) ist üblich, vor allem für Geräte mit geringerem Stromverbrauch. Typ-C-Steckdosen sind sehr unüblich, sie existieren nur in sehr alten Installationen und in platzsparenden Verteilern. In Österreich erhältliche Stecker (an Geräten) mit Schutzleiter sind im Regelfall vom Typ E+F. |
| Osttimor                                   | C, E, F, I                                                                    | 220           | 50     | | |
| Pakistan                                   | C, D                                                                          | 230           | 50     | Y | |
| Panama                                     | A, B                                                                          | 110           | 60     | B | Panama-Stadt 120 V |
| Papua-Neuguinea                            | I                                                                             | 240           | 50     | Y | |
| Paraguay                                   | A, B, C, F, I, L                                                              | 220           | 50     | M, Y | Dreiphasensystem nur bei Hoch- oder Mittelspannungsanschluss mit eigenem Transformator; dies ist jedoch bereits bei größeren Einfamilienhäusern nicht unüblich. Überwiegend Kombinationssteckdosen für A und C (nicht für Konturenstecker). Steckdosen für B, F, I und L sind eher selten anzutreffen. |
| Peru                                       | A, B, C                                                                       | 220           | 60     | B | Talara 110/220 V; Arequipa 50 Hz |
| Philippinen                                | A, B, C                                                                       | 220           | 60     | Y | |
| Polen                                      | C, E                                                                          | 230           | 50     | Y | |
| Portugal                                   | C, F                                                                          | 230           | 50     | Y | |
| Puerto Rico                                | A, B                                                                          | 120           | 60     | B | |
| Réunion                                    | E                                                                             | 220           | 50     | Y | |
| Ruanda                                     | C, J                                                                          | 230           | 50     | Y | |
| Rumänien                                   | C, F                                                                          | 230           | 50     | Y | fast identisch mit deutschen Standards |
| Russland                                   | C, F                                                                          | 230           | 50     | Y | fast identisch mit deutschen Standards. Geräte mit hohem Stromverbrauch, wie z. B. Elektroherde, werden ans 400-V-Netz angeschlossen. |
| St. Kitts und Nevis                        | D, G                                                                          | 230           | 60     | | |
| St. Lucia                                  | G                                                                             | 240           | 50     | | |
| St. Vincent und die Grenadinen             | A, C, E, G, I, K                                                              | 230           | 50     | | |
| Sambia                                     | C, D, G                                                                       | 230           | 50     | | |
| Samoa                                      | I                                                                             | 230           | 50     | Y | |
| Amerikanisch-Samoa                         | A, B, F, I                                                                    | 120           | 60     | B | |
| Saudi-Arabien                              | A, B, F, G                                                                    | 127, 220      | 50, 60 | | |
| Schweden                                   | C, F                                                                          | 230           | 50     | Y | |
| Schweiz                                    | C, J                                                                          | 230           | 50     | Y | Hauptartikel → SN 441011 Typ C nur in der Ausführung Eurostecker. |
| Senegal                                    | C, D, E, K                                                                    | 230           | 50     | Y | |
| Serbien                                    | C, F                                                                          | 230           | 50     | Y | |
| Seychellen                                 | G                                                                             | 240           | 50     | M | |
| Sierra Leone                               | D, G                                                                          | 230           | 50     | Y | |
| Simbabwe                                   | D, G                                                                          | 220           | 50     | Y | |
| Singapur                                   | G, (M)                                                                        | 230           | 50     | Y | Typ-A-Adapter sind weithin erhältlich als Verlängerungen zu Mehrfachsteckern, die vor allem für Audio- und Videoanlagen genutzt werden. Typ M für Klimaanlagen |
| Slowakei                                   | C, E                                                                          | 230           | 50     | Y | |
| Slowenien                                  | C, F                                                                          | 230           | 50     | Y | |
| Somalia                                    | C                                                                             | 220           | 50     | Y, B | |
| Spanien                                    | C, F, L                                                                       | 230           | 50     | Y | |
| Sri Lanka                                  | D, M                                                                          | 230           | 50     | Y | In Hotels auch Typ G sowie abweichende Spannung und Frequenz bei selbstgeneriertem Strom (z. B. 250 V bei 60 Hz) bei isolierter Lage. |
| Sudan                                      | C, D                                                                          | 230           | 50     | Y | |
| Südafrika                                  | C, D, M, N (IEC 60906-1)                                                      | 220 0– 230    | 50     | Y | Steckdosen sind üblicherweise Typ M (SANS 164-1). In Hotels ist oft mindestens eine Steckdose vorhanden, in die der Eurostecker passt (meist der dort als SANS 164-2 standardisierte Typ N, seltener Universalsteckdosen oder Schuko). Makhanda und Gqeberha (ehemals Port Elizabeth) 250 V; findet sich auch in Qonce (ehemals King William’s Town). |
| Südkorea                                   | C, F                                                                          | 220           | 60     | Y | 110 V mit Steckern A & B (unter dem Einfluss der japanischen Kolonialzeit) waren früher üblich, wird aber, wo noch vorhanden, ersetzt. In älteren Gebäuden noch vorzufinden, einige Hotels bieten sowohl 110-V- als auch 220-V-Stromversorgung. |
| Südsudan                                   | C, D                                                                          | 230           | 50     | Y | |
| Suriname                                   | C, F                                                                          | 127           | 60     | | |
| Syrien                                     | C, E, L                                                                       | 220           | 50     | Y | |
| Tadschikistan                              | C, I                                                                          | 220           | 50     | Y | |
| Taiwan                                     | A, B                                                                          | 110 220       | 60     | B, Y | Das System ist von der japanischen Kolonialzeit beeinflusst. B mit 110/220 V, Y mit 220/380 V |
| Tansania                                   | D, G                                                                          | 230           | 50     | Y | |
| Thailand                                   | A, B, C, O                                                                    | 220           | 50     | Y | Ältere Steckdosen sind vom Typ A, moderne Steckdosen sind Typ O nach TIS 166-2549 (eine Kombination der Typen B und C). Sie können die amerikanischen Steckertypen A und B und den Euroflachstecker C aufnehmen. Die Steckertypen E, F und EF können ebenfalls eingesteckt werden, wobei die Typen E und EF durch einen zusätzlichen Erdungsstift auch geerdet werden können. |
| Togo                                       | C                                                                             | 220           | 50     | Y, B | Lome 127 V |
| Tonga                                      | I                                                                             | 240           | 50     | Y | |
| Trinidad und Tobago                        | A, B                                                                          | 115           | 60     | Y, B | |
| Tschad                                     | D, E, F                                                                       | 220           | 50     | | |
| Tschechien                                 | C, E                                                                          | 230           | 50     | Y | |
| Tunesien                                   | C, E                                                                          | 230           | 50     | Y | |
| Türkei                                     | F (früher auch C)                                                             | 230           | 50     | Y | |
| Turkmenistan                               | B, F                                                                          | 220           | 50     | Y | |
| Uganda                                     | G                                                                             | 240           | 50     | Y# | |
| Ukraine                                    | C, F                                                                          | 230           | 50     | Y | Ältere Hausanschlüsse sind in der Regel nur einphasig ausgeführt, die Elektroinstallationen verfügen in der Regel über keinen Schutzleiter. Vor allem in älteren Installationen kommen noch Steckdosen für Stecker mit geringerem Stiftdurchmesser (Gost-7396-System) als beim Konturenstecker Typ C vor. Mancherorts waren bis etwa 1986 noch 110- und 127-V-Steckdosen anzutreffen. |
| Ungarn                                     | C, F                                                                          | 230           | 50     | Y | |
| Uruguay                                    | C, F, I, L                                                                    | 220           | 50     | Typ F wird als Resultat der Computernutzung vermehrt üblich. Außenleiter und Neutralleiter vertauscht wie in Argentinien. | |
| Usbekistan                                 | C, F, I                                                                       | 220           | 50     | Y | Kein Standard in Hotels (In neueren Hotels sind Typ F und/oder G, je nach Hotel, vorzufinden) |
| Vanuatu                                    | I                                                                             | 220           | 50     | | Selten findet man noch in alten französischen Installationen Typ E wie in Frankreich. |
| Venezuela                                  | A, B                                                                          | 120           | 60     | Y | |
| Vereinigte Arabische Emirate               | C, D, G                                                                       | 220           | 50     | | |
| Vereinigte Staaten                         | A, B                                                                          | 120, 240, 277 | 60     | B, Y | 240 V für Klimaanlagen oder elektrische Wäschetrockner im Einphasen-Dreileiternetz, Stecker ähnlich Typ I. Neue 240-V-Anlagen offiziell nach NEMA type 14-50R bis 50 A, und 14-30R bis 30 A. Stromerzeugung und Hochspannungsnetz dreiphasig mit dreiphasigen Niederspannungsnetzen mit 240 V oder 277 V, z. B. für Betriebe. |
| Vereinigtes Königreich                     | G (D und M finden sich in sehr alten Installationen und für besondere Geräte) | 230           | 50     | Y, B | Eine Rasiersteckdose findet sich manchmal in Badezimmern und akzeptiert kleine Stromverbraucher mit britischen BS-4573-Steckern und weiteren zweipoligen Steckertypen. Sie vereint fast immer eine 110-V- und eine 220-V-Anschlussmöglichkeit in derselben Steckdose oder einen Schalter, mit dem die Netzspannung gewählt werden kann. Die Typ-G-Steckdose hat häufig einen Ausschalter. Ein zweipoliger Stecker der Norm BS 4573 ist für Rasierapparate und Ladegeräte elektrischer Zahnbürsten üblich, er entspricht der 5-A-Version des Typ D und sieht dem Eurostecker sehr ähnlich. Daher sind auch Adapter von Typ G auf Typ D weit verbreitet und leicht erhältlich, welche auch den Eurostecker aufnehmen. |
| Vietnam                                    | A, C, G                                                                       | 127, 220      | 50     | Y | Soll auf 220 V standardisiert werden. Typ G findet sich in neueren Hotels, vor allem denen, die von Firmen aus Hongkong und Singapur errichtet wurden. |
| Westsahara                                 | C, E                                                                          | 220           | 50     | | |
| Zentralafrikanische Republik               | C, E                                                                          | 220           | 50     | | |
| Zypern                                     | G                                                                             | 240           | 50     | Y | |

## Toleranzen der Versorgungsspannung

Netzspannung und Netzfrequenz

Bis in die 1960er Jahre waren für die Versorgungsspannung Toleranzen von (−20…+10) % üblich. Bei teilweise widersprüchlichen Angaben wie beispielsweise von 220 Volt mit (−20…+10) %, 230 Volt mit ±10 % und 240 Volt mit (−10…+5) % handelt es sich daher um die gleiche Nennspannung, für die die Energieversorgungsunternehmen (EVU) als Lieferanten jedoch unterschiedliche Toleranzen garantieren. Um die Unterschiede europaweit zu vereinheitlichen und die britischen 240 V mit den kontinentaleuropäischen 220 V auf einen gemeinsamen Nenner zu bringen, wurden als Kompromiss 230 V festgelegt.